# とべない翼
とべない翼（とべないつばさ）は、原作：真樹日佐夫・画：梅本さちおによる日本の漫画作品。1970年から1971年にかけて『週刊少年サンデー』（小学館）に連載された。

## 概要
一人の高校生が経済的な事情から窃盗事件を起こし、少年鑑別所を経て少年院に送致され、様々な人物に出会い、ものの見方や捉え方が変化、成長していく様を描いた作品。

## あらすじ
主人公の五代明（ごだい・めい）は、学業は優秀だが、自分を庇って不良にリンチされるクラスメイトを見て鼻で笑う様な性格の持ち主だった。売れない画家である父親が交通事故で死亡したため、銀座のバーでドアボーイのアルバイトをして学費を稼ぐ事になった明は、その境遇に不満を抱いていた。ある日、客から預かった上着の中に大金の入った財布が残されていた事に気がついた明は、トイレに行くふりをして中身の金を抜き、財布を窓の外（明はドブ川が流れていると思っていた）に捨てた。だがそこには人がいて、落ちてきた財布を拾って店に届けた事でその所業が判明し、明は警察に逮捕された。
練馬の少年鑑別所（ネリカン）、さらに山梨県の竜王特別少年院に送致された明は、そこで初めて、少年達の間で横行するリンチや隠れて吸うタバコといった内部の世界に接した。明はその持てる機知と策謀能力で立ち回ろうとする。だが、同じく留置されていた少年や少女、或いは教官たちと接しているうちに、明の心にはある変化が起こっていた…

## 単行本
主人公が連載直後に、秋田書店のサンデーコミックスで単行本第1巻（家庭裁判所に出廷した場面まで）が刊行されたが、続編は刊行されなかった。少年院を舞台にした漫画だったため「子供に悪影響」とクレームがついたのが理由とされる。2006年11月、マンガショップにより「完全版」として全3巻で刊行された。
- 上巻 ISBN 978-4775911327
- 中巻 ISBN 978-4775911334
- 下巻 ISBN 978-4775911341